# Peru (Maine)
Peru ist eine Town im Oxford County des Bundesstaates Maine in den Vereinigten Staaten. Im Jahr 2020 lebten dort 1488 Einwohner in 907 Haushalten auf einer Fläche von 123,28 km².

## Geographie
Nach dem United States Census Bureau hat Peru eine Gesamtfläche von 123,28 km², von der 120,90 km² Land sind und 2,38 km² aus Gewässern bestehen.

### Geographische Lage
Peru liegt im Osten des Oxford Countys. Der Androscoggin River durchfließt das Gebiet der Town in östliche Richtung. Im Südosten liegt der Worthley Pond. Die Oberfläche des Gebietes ist hügelig, die höchste Erhebung ist der 649 m hohe Black Mountain im Süden von Peru.

### Nachbargemeinden
Alle Entfernungen sind als Luftlinien zwischen den offiziellen Koordinaten der Orte aus der Volkszählung 2010 angegeben.
- Norden: Mexico, 10,3 km
- Nordosten: Dixfield, 8,4 km
- Osten: Canton, 10,9 km
- Südosten: Hartford, 13,0 km
- Süden: Sumner, 9,9 km
- Südwesten: Woodstock, 13,0 km
- Westen: Milton, Unorganized Territory, 13,6 km
- Nordwesten: Rumford, 18,2 km

### Stadtgliederung
In Peru gibt es mehrere Siedlungsgebiete: Dickvale (Brooklyn), East Peru, Peru, West Peru, Worthley und Worthley Pond.

### Klima
Die mittlere Durchschnittstemperatur in Peru liegt zwischen −7,8 °C (18 °F) im Januar und 20,6 °C (69 °F) im Juli. Damit ist der Ort gegenüber dem langjährigen Mittel Maines um etwa 2 Grad kühler. Die Schneefälle zwischen Oktober und Mai liegen mit deutlich mehr als zwei Metern (bei einem Spitzenwert im Januar von knapp 50 cm) ungefähr doppelt so hoch wie die mittlere Schneehöhe in den USA. Die tägliche Sonnenscheindauer liegt am unteren Rand des Wertespektrums der USA.

## Geschichte
Den Grant für das Gebiet erhielten Merrill Knight, Daniel Lunt, William Brackett und Bradish aus Falmouth von der Regierung von Massachusetts. Als erster Siedler ließ sich Merrill Knight mit seiner Familie im Jahr 1793 nieder. Weitere Siedler aus Falmouth folgten. Das restliche Land des Townships wurde an E. Fox, Lunt, Thompson und Peck vergeben oder verkauft. Als Plantation No. 1 wurde das Gebiet im Jahr 1812 organisiert und am 5. Februar 1821 folgte die Organisation als Town. Samuel Thurston, Delegierter im US-Repräsentantenhaus für das Oregon-Territorium, wuchs in Peru auf.
Das Gebiet hatte vor der Organisation als Town unterschiedliche Namen. Es wurde Township No. 1, South of the Androscoggin River genannt, manchmal auch West of the Androscoggin River, Partridgetown, oder Thompsontown.
Im Jahr 1807 wurde Land an Hartford abgegeben und in den Jahren 1825 und 1895 an Rumford. Teile von Canton kamen im Jahr 1859 hinzu. Große Teile der Franklin Plantation, auch Township No. 2, wurden 1899 hinzugenommen, der Rest des Townships wurde zu Rumford hinzugefügt.

### Einwohnerentwicklung
| Volkszählungsergebnisse – Town of Peru, Maine | Volkszählungsergebnisse – Town of Peru, Maine | Volkszählungsergebnisse – Town of Peru, Maine | Volkszählungsergebnisse – Town of Peru, Maine | Volkszählungsergebnisse – Town of Peru, Maine | Volkszählungsergebnisse – Town of Peru, Maine | Volkszählungsergebnisse – Town of Peru, Maine | Volkszählungsergebnisse – Town of Peru, Maine | Volkszählungsergebnisse – Town of Peru, Maine | Volkszählungsergebnisse – Town of Peru, Maine | Volkszählungsergebnisse – Town of Peru, Maine |
| Jahr                                          | 1800                                          | 1810                                          | 1820                                          | 1830                                          | 1840                                          | 1850                                          | 1860                                          | 1870                                          | 1880                                          | 1890                                          |
| --------------------------------------------- | --------------------------------------------- | --------------------------------------------- | --------------------------------------------- | --------------------------------------------- | --------------------------------------------- | --------------------------------------------- | --------------------------------------------- | --------------------------------------------- | --------------------------------------------- | --------------------------------------------- |
| Einwohner                                     |                                               |                                               | 343                                           | 666                                           | 1002                                          | 1109                                          | 1121                                          | 931                                           | 825                                           | 692                                           |
| Jahr                                          | 1900                                          | 1910                                          | 1920                                          | 1930                                          | 1940                                          | 1950                                          | 1960                                          | 1970                                          | 1980                                          | 1990                                          |
| Einwohner                                     | 773                                           | 746                                           | 738                                           | 826                                           | 965                                           | 1080                                          | 1229                                          | 1345                                          | 1564                                          | 1541                                          |
| Jahr                                          | 2000                                          | 2010                                          | 2020                                          | 2030                                          | 2040                                          | 2050                                          | 2060                                          | 2070                                          | 2080                                          | 2090                                          |
| Einwohner                                     | 1515                                          | 1541                                          | 1488                                          |                                               |                                               |                                               |                                               |                                               |                                               |                                               |

## Wirtschaft und Infrastruktur

### Verkehr
Durch den Nordosten der Town, parallel zum Androscoggin River, verläuft die Maine State Route 208. Am Nordufer des Androscoggin Rivers auf dem Gebiet von Dixfield verläuft der U.S. Highway 2.

### Öffentliche Einrichtungen
In Peru gibt es kein Krankenhaus und keine medizinische Einrichtung. Die nächstgelegenen befinden sich in Dixfield, Rumford, Canton und West Paris.
Die Ludden Memorial Library befindet sich in der Main Street in Dixfield. Sie ist für die Bewohner von Peru die nächstgelegene Bücherei.

### Bildung
Peru gehört mit Canton, Carthage und Dixfield zum Maine School Administrative District 56.
Im Schulbezirk werden folgende Schulen angeboten:
- Dirigo Elementary School in Peru, mit Schulklassen von Pre-Kindergarten bis zum 5. Schuljahr
- T.W. Kelly Dirigo Middle School in Dixfield, mit Schulklassen vom 6. bis 8. Schuljahr
- Dirigo High School in Dixfield, mit Schulklassen vom 9. bis 12. Schuljahr